# Аварія на Сибірському хімічному комбінаті
Ава́рія на Сибі́рському хімі́чному комбіна́ті — радіаційна аварія, що сталася 1993 року на радіохімічному заводі Сибірського хімічного комбінату у Сєверську (Томськ-7) (Томська область), внаслідок якої стався викид радіоактивних речовин в атмосферу і 1946 людей зазнали опромінення.

## Аварія
6 квітня 1993 року о 12:58 за місцевим часом на радіохімічному заводі (РХЗ) Сибірського хімічного комбінату внаслідок вибуху був зруйнований один з апаратів екстракції урану і плутонію, що містив розчин нітрату ураніл.
Сталева ємність АД-6102/2 об'ємом 34,15 м³ у південному крилі будівлі 201 цеху № 1 призначалася для обробки розчинених у концентрованій азотній кислоті уранових блоків, опромінених у ядерному реакторі для напрацювання плутонію-239 (один з етапів PUREX-процесу). Товщина стінок ємності, розрахованої на 12 атм внутрішнього тиску, становила 14 мм, діаметр 2,8 м, висота 6,3 м; вона перебувала в залізобетонному містилищі з товщиною стінок 1,2 м. В ємності на момент інциденту оброблялася суміш партій розчину, що вже пройшли мінімум один цикл виділення плутонію, внаслідок чого містили органічні реактиви. У момент вибуху в розчині з температурою від +45 до +50 °С і загальним обсягом 25 м³ містилося 449 ± 120 грамів (1,0 ТБк) плутонію-239 і 8757 ± 286 кг (0,11 ТБк) урану-238, а також близько 20 ТБк бета-частинок розпаду. Крізь розчин для перемішування подавався потік повітря (20 м³/год). Згідно з показаннями датчиків, в апараті близько 12:00 почалося зростання тиску. З 12:40 по 13:00 у цеху проводилася планова передача зміни іншій бригаді. О 12:50 оператори доповіли черговому інженеру-технологу про зростання тиску в ємності до 2,0 атмосфер. Була зроблена безрезультатна спроба скинути тиск з технологічних ліній через суміжні апарати. О 12:55 тиск досяг 5 атмосфер і далі зростав. Безпосередньо перед вибухом тиск збільшився до 18—20 атмосфер. Після руйнування верхньої частини апарату і викиду вмісту стався об'ємний вибух парогазової суміші.
Внаслідок вибуху значна частина плутонію та інших радіоактивних речовин була викинута в атмосферу через зруйновані стінки і дах ємності, зруйнований дах і вікна цеху, штатну вентиляційну систему (включно з трубою заввишки 150 м). Радіоактивного забруднення зазнали промисловий майданчик і ряд виробничих приміщень заводу (близько 1500 м², приблизно 150 ГБк бета/гамма-випромінювачів), а також території в північно-східному напрямку: хвойні ліси (більше 90 % площі забруднень), сусідні промислові майданчики, а також сільгоспугіддя підприємства «Сибіряк». Після аварії на відстані 8 кілометрів на північний схід від місця аварії радіаційний фон становив до 300 мікрорентген на годину. Сумарна бета/гамма-активність, викинута в атмосферу і на проммайданчик, оцінюється в 1,5 ТБк; активність викинутого плутонію-239 — близько 6 ГБк. Поверхнева бета/гамма-активність в радіусі 3 км оцінюється в 3–30 ГБк/км².
Відразу після вибуху люди в цеху були оповіщені сиреною, надягнули респіратори «Лепесток» і були виведені з цеху; персонал, не залучений безпосередньо до ліквідації аварії, був евакуйований з території заводу. Протягом 2 хвилин прибула пожежна служба підприємства, яка протягом 10 хвилин загасила пожежу. Термінові заходи, вжиті для ліквідації інциденту, були оцінені експертами МАГАТЕ як швидкі та ефективні.
Внаслідок аварії зазнали радіоактивного опромінення 1946 осіб, з яких 160 осіб перебували під час аварії в приміщенні 201 (125 осіб техперсоналу заводу, 25 осіб з будорганізації Сіверського хімкомбінату і 6 чоловік військової охорони), 20 осіб брали участь у гасінні пожежі та 1920 людей виконували роботи з ліквідації наслідків аварії. Жертв не було. Максимальна індивідуальна доза від зовнішнього опромінення пожежних і свідків аварії становила 7 міллізіверт (0,7 бер). Колективна доза зовнішнього гамма-опромінення 1920 ліквідаторів аварії — 8,91 зіверт. У 41 ліквідатора доза зовнішнього гамма-опромінення зафіксована в діапазоні 25—40 мЗв, у 10 осіб — у діапазоні 40—50 мЗв (4—5 бер). Таким чином, встановлена нормами радіаційної безпеки дозова межа для персоналу (50 мЗв/рік) перевищена не була. Зовнішня доза від бета-випромінювання на відкриті ділянки тіла (в основному від 106Ru+106Rh) не перевищувала 20 % дози зовнішнього гамма-опромінення. Оцінена ефективна доза від інкорпорованих бета/гамма-випромінюючих нуклідів (головним чином від 106Ru+106Rh) становила близько 5 % зовнішньої дози; від альфа-активних нуклідів (головним чином від плутонію-239) — близько 3 %.
У момент інциденту дув південно-західний вітер (азимут 190—210°) зі швидкістю 8—13 м/с, температура була від −3,8 до −2,0°С; йшов сніг, який захопив частину викинутих радіонуклідів, змусивши їх осісти в околицях комбінату. Максимальна потужність експозиційної дози на майданчику, зафіксована в день викиду, становила 36 рентген/годину (на даху будівлі 201). На шляху викиду (в північно-східному напрямку) населених пунктів не було, за винятком села Георгіївка з постійним населенням 73 людини (у тому числі 18 дітей) і тимчасовим населенням близько 100 осіб (дачники). У другій половині дня 6 квітня потужність експозиційної дози (ПЕД) в Георгіївці зросла з фонових 6—15 мкР/год до 30—60 мкР/год. Такі рівні ПЕД показують відсутність необхідності відселення. До вересня 1993 року ПЕД впала до 15 мкР/год, практично до фонових значень. Колективна ефективна доза для постійних жителів Георгіївки, спричинена аварією, була оцінена як 21 мЗв протягом першого року (включаючи всі види зовнішнього та внутрішнього опромінення), а індивідуальна — менше 0,05 мЗв.
Було забруднено 3 кілометри автодороги Томськ — Самусь, що вимагає обмеження доступу на цю ділянку і вжиття заходів для її очищення. Виявлено кілька «брудних плям» площею 100—160 м² з потужністю дози до 300 мкГр/час.
В атмосферу було викинуто близько 0,6 % плутонію-239, що містився в ємності (6,3 ГБк) і близько чверті бета/гамма-активних нуклідів (25—36 ТБк), у тому числі 7,9…11,1 ТБк рутенію-106, 0,34—0,37 ТБк рутенію-103, 11,2—17,4 ТБк ніобію-95, 5,1—7,8 ТБк цирконію-95, 0,37 ТБк церію-141, 0,24 ТБк церію-144, 0,10 ТБк сурми-125. В кінці квітня радіоактивні аерозолі рутенію-106 і рутенію-103, викинуті в Томську-7, були виявлені в атмосферних пробах на Алясці.
Індекс за міжнародною шкалою ядерних подій INES — 4, за іншою інформацією — 3 (серйозний інцидент без жертв і переопромінення персоналу).

## Причини інциденту
Причиною аварії вважається недостатня подача повітря для перемішування розчину. Рідина в посудині була розшарована: верхній шар складався з ~150 літрів органіки (трибутилфосфат, що використовується для поділу актиноїдів, легкий вуглеводневий розчинник РЖ-3 і інші органічні компоненти, не вилучені в попередніх циклах обробки розчину та накопичені в апараті з 1 по 6 квітня). Під нею лежав шар азотної кислоти, залитої за 2,5 години до інциденту, а під нею важкі розчини, що містять уран. Оператор грубо порушив технологічний регламент, не провівши перемішування вмісту апарату перед додаванням азотної кислоти і протягом наступних 2 годин. На розвиток аварії вплинула наявність в апараті деградованого (внаслідок радіолізу і хімічного розкладання) розчинника з великим вмістом циклопарафінів, що більш активно реагують з азотною кислотою. В результаті недостатнього перемішування і зростання температури у верхніх шарах вище 70 °C реакція концентрованої азотної кислоти з органікою перейшла в некерований автокаталітичний режим, що супроводжується додатковим підняттям температури. Оксиди азоту та інші гази почали виділятися з великою швидкістю, використання штатних дренажних клапанів ємності не дозволяло скинути тиск досить швидко. Потім частина органіки випарувалася, суміш її парів з парами азотної кислоти, оксидами азоту і повітрям вибухнула і зруйнувала верхню частину ємності.